# Monster from the Ocean Floor
Monster from the Ocean Floor è un film statunitense del 1954 diretto da Wyott Ordung. È un film horror fantascientifico a basso costo su un mostro marino che terrorizza una cittadina del Messico.

## Trama
Julie Blair è un'americana in vacanza in Messico. Conosce un biologo marino, Steve Dunning, ed entrambi vengono a conoscenza di storie di mostri marini che assalgono gli abitanti del posto per divorarli. Storie a cui non credono per nulla. Tempo dopo, Julie vede un'ameba gigante che sorge dal mare, ma le autorità non le credono. Tuttavia, Steve è determinato a combattere il mostro per annientarlo in via definitiva. Il biologo, che possiede un piccolo sottomarino, scopre che il mostro è responsabile di numerose morti di pescatori del luogo e che è probabilmente il risultato di test atomici condotti nell'area.

## Produzione
È un film a basso costo prodotto dalla Palo Alto Productions e girato nel 1954 a Malibù e sull'Isola di Santa Catalina, in  California  con un budget stimato in 28.000  dollari. Il titolo di lavorazione fu It Stalked the Ocean Floor.
Il film fu diretto da Wyott Ordung e interpretato da Anne Kimbell e Stuart Wade. Wade recitò anche in altri film a basso budget nel corso del decennio compreso Tarantola (1955), e Teenage Monster (1958). Il produttore Roger Corman appare in un cameo nel ruolo di Tommy. È stato il primo film prodotto da Corman. Il mostro è ripreso con la tecnica del grandangolo (le dimensioni del modellino apparivano molto più grandi).

## Distribuzione
Alcune delle uscite internazionali sono state:
- 21 maggio 1954 negli Stati Uniti (Monster from the Ocean Floor)
- in Spagna (El monstruo del océano)
- in Canada (Monster Maker)

## Promozione
Le tagline furono:
- "Up from the forbidden depths comes a Tidal Wave Of Terror!" ("Dalle profondità proibite arriva un'ondata di terrore!").
- "Terror Strikes!...From Beneath the Sea" ("Il terrore ti avvolge! ... Da sotto il mare").